# Stomatogenella
Stomatogenella mirabilis — вид грибів, що належить до монотипового роду  Stomatogenella.